# Gennadij Timtjenko
Gennadij Nikolajevitj Timtjenko (ryska: Геннадий Николаевич Тимченко), född 9 november 1952 i Leninakan (nu Gjumri) i Armeniska SSR i Sovjetunionen (nu Armenien), är en affärsman med ryskt, finländskt och armeniskt medborgarskap, som sedan 2002 är bosatt i Genève i Schweiz. Styrelseordförande för ryska hockeyligan KHL och ordförande för SKA Sankt Petersburg. 
Timtjenkos far var anställd i Sovjetunionens krigsmakt och han växte upp delvis i Östtyskland 1959–1965  och i  Ukrainska SSR. Han utbildade sig till ingenjör i elektromekanik med examen 1976 från Leningrads militära mekaniska institut. Han var ingenjör från 1977 på Izjorskijfabrikerna i Kolpino, som byggde elektriska generatorer, och arbetade senare på företagets exportavdelning. Åren 1982–1988 var han överingenjör på Utrikeshandelsministeriet i Moskva.
År 1988, när Sovjetunionen började liberalisera sin ekonomi, blev han biträdande chef för det statliga oljebolaget "Kirsjineftechimeksport", som hade bildats 1987 med oljeraffinaderiet i Kirisji som bas, och började organisera rysk oljeexport till västländer. Han blev därefter en av de ledande experterna i rysk oljehandel. År 1991 lämnade han Ryssland för att bli anställd vid finländska Ural Finland Ojy och blev finländsk medborgare.
Tillsammans med den svenske affärsmannen Torbjörn Törnqvist grundade han 1997 oljehandelsföretaget Gunvor Group med huvudkontor i Genève. I mars 2014 sålde han sin 43-procentiga andel till Torbjörn Törnqvist för att förekomma de sanktioner som USA:s finansministerium införde den 20 mars mot honom i samband med Rysslands maktövertagande av Krim.
Gennadij Timtjenko äger investeringsföretaget Volga Group, grundat 2007 och inriktat på investeringar i energi, transport och infrastruktur.
Gennadij Timtjenko rankades som nummer 62 i 2013 års upplaga av Forbes magazines miljardärslista.
Han är gift med Jelena Timtjenko och har tre barn. 

## Sanktionslista efter Rysslands annektering av Krim 2014
Den 20 mars 2014, efter folkomröstningen i Krim om Krims anslutning till Ryssland, sattes Gennadij Timtjenko av USA:s president Barack Obama upp på en amerikansk sanktionslista på grundval av hans nära anknytning till Rysslands president Vladimir Putin.